# Veče sa Ivanom Ivanovićem
Veče sa Ivanom Ivanovićem (deutsch: „Heute Abend mit Ivan Ivanović“) ist eine bekannte serbische Late-Night-Show, moderiert von Ivan Ivanović. Die Sendung läuft seit April 2019 auf Nova S. 

## Geschichte
Veče sa Ivanom Ivanovićem ist eine Late-Night-Show, die ursprünglich, seit 14. Mai 2010 auf Fox Televizija, später auf Prva srpska televizija ausgestrahlt wurde. Ihre Popularität bekam sie aber erst im Sommer desselben Jahres, während der Sommerpause, mit einem TV-Anteil von ca. 25 %. Als Prva TV Ende 2018 verkauft wurde, kündigte Ivan Ivanović  an, dass er einen anderen Fernsehsender suchen werde, weil seine letzte Sendung nicht ausgestrahlt wurde. Vier Monate später lief seine Sendung auf TOP TV, später Nova S, an. Die Sendung gibt es seit April 2019 auch in Montenegro und Bosnien auf Nova M und Nova BH.